# اقتباس (فلم)
اقتباس (بالإنجليزية: Citation) هو فيلم دراما وإثارة نيجيري صدر سنة 2020، وهُو من إخراج كانلي أفولايان وسيناريو توندي بابالولا. الفيلم من بطولة جيمي جان-لويس وتيمي أوتيدولا وبوكونمي أولواشينا.

## القصة
يدور الفيلم حول طالبة تخرُج عن صمتها بعد أن حاول أستاذ جامعي اغتصابها، ويستعرض الفيلم أيضا رد فعل المُؤسسة الجامعية على هذه المزاعم. يعتمد الفيلم بشكل عام على أحداث حقيقية.

## طاقم التمثيل
- جيمي جان لويس في دور الأُستاذ لوسيان ندياري.
- تيمي أوتيدولا في دور موريمي.
- بوكونمي أولواشينا في دور أوزواماكا.
- أدجيتي أنانغ في دور كويسي.
- جوك سيلفا في دور أنجيلا.
- إيني إيدو في دور جلوريا.
- إيبوكون أوسيكا.
- روبو إيوينلا في دور الأُستاذ غرييو.
- غبوبيمي إيجي في دور راتشيل.
- يومي فاش-لانسو في دور مندوب لوسيان القانوني.
- غابرييل أفولايان في دور كويجو.
- أويويلو أولووموجيوري في دور الأُستاذ أوساغي.
- صادق دابا في دور الأُستاذ يحيى.
- سامانثا أوكانلون.
- بيانفوني نيبا في دور الأُستاذ سمبين.
- تويين بيفارين أوغونديجي في دور الأُستاذ نووسو.

## الاستقبال
وفقًا للمُمثلين وطاقم العمل، فإن فيلم «اقتباس» صعد إلى المركز السادس من حيث أكثر الأفلام شعبية على منصة نتفليكس بعد وقت قصير من صدوره، كما كان كان أيضا الأكثر مُشاهدة على نفس المنصة في نيجيريا.
رأى أحد النقاد على موقع ديجيتال سباي ما يلي: "موضوع فيلم اقتباس موضوع هام وجب مُناقشته والتعامل معه وفق وجهة نظر "موضوعية وعلمية بما فيه الكفاية"، كما أشاد بالتصوير السينمائي ورأى أن الحوار احتاج لبعض التحسينات كما أن الشخصية الرئيسية احتاجت مزيدا من العمق. أما تامباي أوبينسون عن موقع "إينديواير" (بالإنجليزية: IndieWire) فقد أشاد الفيلم ورأى بأنه "جرس إنذار يمتد إلى ما وراء الحدود النيجيرية". أما على موقع (بالإنجليزية: Nollywood Post)، "فقد رأى النقاد بأن الفيلم جيد كونه يهدف إلى التطرق لمُشكلة اجتماعية، وتطرقوا أيضا لبعض الأخطاء التي شابت الفيلم والتي يُمكن التسامح معها."

## روابط خارجية
مقالات تستعمل روابط فنية بلا صلة مع ويكي بيانات